# NGC 2364
NGC 2364 je otvoreni skup u zviježđu Jednorogu. 

## Vanjske poveznice
- SEDS: NGC 2364